# Dominic Chianese
Dominic Chianese (El Bronx, Nueva York; 24 de febrero de 1931) es un actor estadounidense especialmente conocido por su papel de Junior Soprano en la serie de HBO Los Soprano, que le valió dos nominaciones a los premios Emmy.

## Biografía
Chianese, de ascendencia italiana, nació en el distrito de El Bronx, en Nueva York, hijo de un albañil. Sus padres eran Angelina y Gaetano Chianese, sus abuelos, maternos y paternos, eran originarios de Nápoles y Sorrento, Italia. Según él, su lengua materna fue el inglés con algunos chapurreos en napolitano. Creció en un barrio mayormente poblado por inmigrantes italianos llegados a América alrededor de 1900.
Se graduó en la prestigiosa Bronx High School of Science en 1948. Trabajó como albañil con su padre y asistía a la escuela nocturna durante la década de 1950, consiguiendo su licenciatura en teatro y declamación en el Brooklyn College en 1961. Su primer trabajo en el escenario fue en 1952, en una compañía de cantantes, actores y músicos llamada The American Savoyards, haciendo un repertorio de Gilbert y Sullivan, bajo la dirección de Dorothy Raedler.

## Carrera

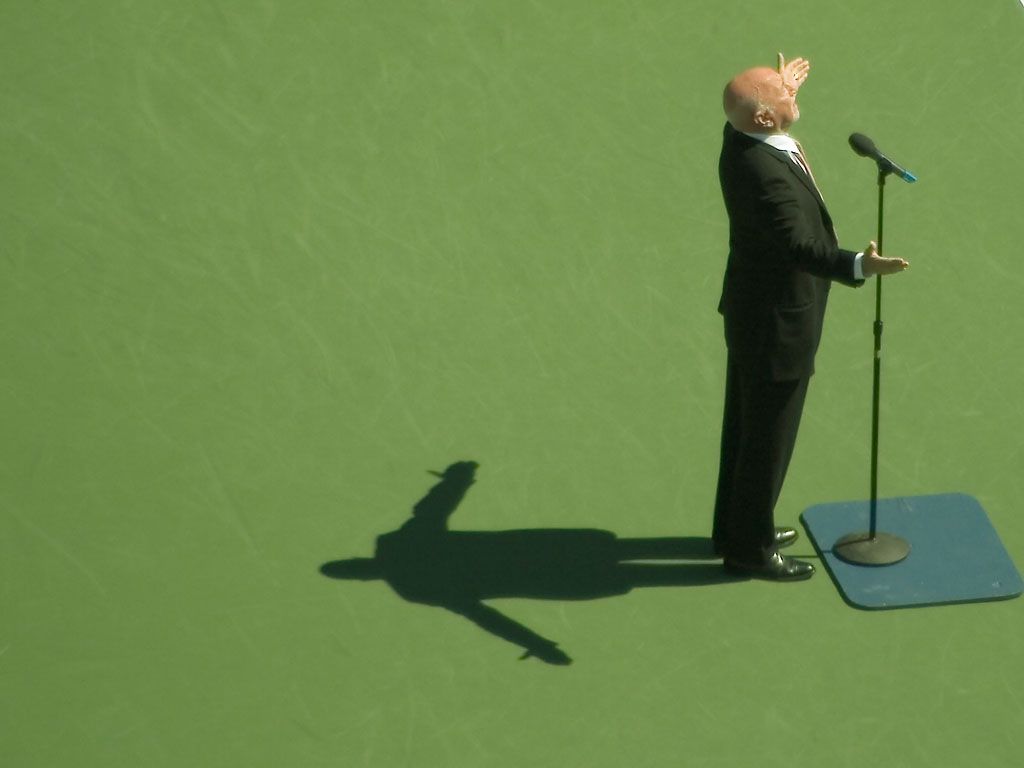
Dominic Chianese canta God Bless America en el US Open

Después de una década de teatro universitario y en el off-Broadway, Chianese asistió a su primera clase profesional de actuación en los HB Studios de Manhattan, con el renombrado maestro Walt Witcover. El teatro dramático y musical se convirtieron en la pasión de Chianese. Su primer espectáculo en Broadway fue Oliver!, en 1965. Continuó sus actuaciones en teatros de Broadway, off-Broadway y teatros provinciales. Para complementar sus ingresos durante los periodos de sequía, tocaba la guitarra rítmica y cantaba en tabernas y restaurantes. Su primera aparición en televisión ocurrió cuando George C. Scott le recomendó para un papel en la aclamada serie East Side, West Side. En 1974, Francis Ford Coppola eligió a Chianese como Johnny Ola en El padrino II, lo que despertó su carrera cinematográfica, que culminó en varias películas junto a Al Pacino: Tarde de perros (1975), como el padre de Sonny; Justicia para todos (...And Justice for All, 1979), como Carl Travers; y Looking for Richard (1996), como él mismo.
Antes de recibir la llamada para El padrino II, Chianese trabajó para la Comisión de Drogas del Estado de New York, como monitor sociocultural en un centro de rehabilitación. Enseñaba a tocar la guitarra a mujeres que habían estado envueltas en crímenes relacionados con las drogas.
Su papel más conocido es como Junior Soprano, jefe de la familia criminal Soprano, en la serie de HBO Los Soprano, emitida entre 1999 y 2007.
Chianese es músico, ha editado un álbum llamado Hits en 2000, en el que canta canciones estadounidenses e italianas. Incluso interpretó el clásico sentimental de Salvatore Cardillo, "Core 'ngrato" ("Corazón ingrato"), al final de la tercera temporada de Los Soprano. En 2003 lanzó su segundo álbum, titulado Ungrateful Heart, que contiene dieciséis canciones clásicas napolitanas.
En 2011 se unió a la segunda temporada de la serie Boardwalk Empire, de HBO, donde interpreta a Leander Whitlock, un concejal retirado de Atlantic City.
Su hijo, Dominic Chianese Jr., también es actor y aparece en la temporada final de Los Soprano como un miembro de la familia Lupertazzi.

## Filmografía

### Cine y televisión
- Fuzz (1972)
- The Godfather Part II (1974)
- Dog Day Afternoon (1975)
- All the President's Men (1976)
- Fingers (1978)
- On the Yard (1978)
- Firepower (1979)
- ...And Justice for All (1979)
- A Time for Miracles (1980)
- Fort Apache, The Bronx (1981)
- Ryan's Hope (1975 y 1981) (serie)
- Second Sight (1989)
- Q&A (1990) (como él mismo)
- The Lost Capone (1990)
- Out for Justice (1991)
- The Public Eye (1992)
- Rivalen des Glücks - The Contenders (1993)
- The Night We Never Met (1993)
- If Lucy Fell (1996)
- Love Is All There Is (1996)
- Gotti (1996)
- The Mouse (1996)
- Looking for Richard (1996) (documental)
- Night Falls on Manhattan (1997)
- Went to Coney Island on a Mission from God... Be Back by Five (1998)
- Los Soprano (1999–2007) (serie)
- Cradle Will Rock (1999)
- Unfaithful (2002)
- When Will I Be Loved (2004)
- King of the Corner (2004)
- Crimes of Fashion (2004) (telefilm)
- The Last New Yorker (2007)
- Adrift in Manhattan (2007)
- Damages (2010) (serie)
- Blue Bloods (2010) (serie)
- The Secret Life of the American Teenager (2011) (serie)
- Mr. Popper's Penguins (2011)
- Boardwalk Empire (2011-2013) (serie)
- The Family (2013)
- The Good Wife (2012-2014) (serie)